# Борфимор
Борфимор, или борфима, что в переводе с африканских наречий означает «снадобье», является особым средством используемым членами Общества Леопарда. Средство имеет огромное значение в культе людей-леопардов и носит сакральный характер.

## Способ приготовления
Борфима приготавливалось из нескольких ингредиентов, в состав которых входил белок яйца, петушиная кровь, горстка риса, а также человеческая кровь и жир. Последние два составляющих получали в результате ритуального жертвоприношения, причём выбранная жертва сама знала о своей участи и добровольно шла на заклание. Как правило в качестве жертвы выбирали девочек возрастом около четырнадцати лет среди родственников самих людей-леопардов.

## Ритуальное значение
Ношение и использование борфимы придавало большое значение в Обществе Леопарда. Прежде всего в глазах других членов тайного общества носящий снадобье обретал власть над людьми из своего племени. Это некоего рода отличительный знак человека-леопарда. Само снадобье носили в кожаном мешочке. На этом мешочке люди-леопарды произносили страшные клятвы и заклинания об охраны тайны своего культа.
На судебных процессах, начавшихся над членами культа, многие отказывались говорить о тайнах Общества именно из-за клятвы данной на мешочках борфимы. Дабы развязать языки преступникам перед процессом стали давать снадобье имитирующее борфиму, приготовленное из соли, перца, золы и воды. Затем судебный переводчик давал обвиняемым по ложке этого средства, после чего они давали клятву говорить правду.
Сам ритуал получения борфимы неофитом, предполагал несколько стадий. Найдя тайного члена культа просящий должен был получить одобрение на вступление в общество. После того как одобрение будет получено, неофиту предлагали пройти в лес по определённой тропинке. На пути его встретят туземцы, которые спросят о назначении его поисков, на что он должен сказать, что ищет борфиму. Тогда они спрашивали, зачем ему понадобилось снадобье, в ответ он должен сказать, что для игры в джагей (западноафриканская игра в ракушки). Затем его заставляли произнести клятву и проследовать дальше за ними до тех пор, пока они не дойдут до запрятанного красного ящика с борфимой, вместе с тем ему вручался нож леопарда. После чего, взяв в руки нож неофит начинал постукивать им по ящику со снадобьем и приговаривать клятву о верности. На этом ритуал посвящения прекращался на три дня, по истечении которых неофиту давали попробовать человеческого мяса, однако не уточнив этого. На этом этапе неофит уже становился полностью причастным к деятельности культа. Далее новый член общества должен был принести свою первую жертву. Как правило, таковой становились девочки, не являющиеся пленниками или рабами, то есть жертва должна быть вполне вольной и осознавать свою участь. Кроме того предпочтение отдавалось девочкам, являющимся старшими детьми в семье. Предварительно, неофит должен был получить у членов семьи выбранной жертвы формального разрешения. По традиции родители жертвы должны были ответить отказом, опять же формальным. Упорный отказ отдать свою дочь мог означать ещё большие лишения как для семьи, так и для членов племени, в которой состояла жертва. В случаях, когдародители всё же давали согласие на заклание, они фактически становились причастными лицами и агентами культа. После «прошения» члены культа покидали дом жертвы и растворившись в джунглях, начинали имитировать рёв леопарда всю ночь. Следующим этапом был выбор охотника из членов общества, который и принесёт жертву. Такого человека называли йонголадо, что переводится как «человек с зубами и когтями». Охота на намеченную жертву носила символический характер, только потому, что жертва и так была согласна со своей печальной участью. Йонголадо предварительно одевали в шкуру леопарда и ритуальные кинжалы. Процедура передачи как шкуры, так и оружия носила конспиративный характер, и была запутана до такой степени, чтобы в случае чего на суде невозможно было найти всех причастных. Так, в первую очередь обмундирование передавал вождь своему ближайшему помощнику, а тот своему. Далее следовала цепочка из ещё нескольких человек, пока заветные вещи не попадали в руки йонголадо. К нему присоединялись другие охотники с похожим обмундированием и начиналась охота. Подойдя к кромке леса люди-леопарды начинали издавать рёв подобный леопарду, после чего вождь деревни выводил всех жителей на улицы. Сама жертва выдвигалась к лесной тропинке и в одиночку должна была проникнуть вглубь джунглей, а по пути за ней незаметно следили люди-леопарды. Достигнув определённого места люди-леопарды выкрикивали гортанный вопль и на испуганную жертву набрасывался йонголадо и перерезал ей горло. Умерщвлённую жертву культисты оттаскивали, а один из них, ряженый в специальную обувь имитирующую лапы леопарда, запутывал следы. Дойдя до условленного места люди-леопарды сбрасывали жертву и начинали потрошить её в определённом порядке. Печень являлась важным составляющим для приготовления борфимы. Для снадобья сохраняли кожу со лба, а также жир из почек.
По поверью самих каннибалов, борфиму дарует её обладателю небывалую мощь, способную противостоять власти белого человека. Могущество, даруемое снадобьем, по поверью наделяло обладателя магическими свойствами.